# وثيقة المبادئ الأساسية للدستور
وثيقة المبادئ الأساسية للدستور طرحها علي السلمي سنة 2011 عقب ثورة 25 يناير، وعرضها على ممثلى أحزاب الوفد والحرية والعدالة والنور. تتعلق بوضع مواد «فوق دستورية» للدستور المصري. انتقدها شق واسع من الأحزاب والساسة المصريين.

## نص الوثيقة
اعتزازاً بنضالنا عبر تاريخنا من أجل الحرية والعدل والمساواة والسيادة الوطنية وسلام البشرية، واستلهاماً لما قدمناه للحضارة الإنسانية، مدركين التحديات التي تواجهنا على طريق بناء وتحصين دولة القانون بمقوماتها المدنية الديمقراطية الحديثة، مؤكدين أن الشعب هو مصدر السلطات، ولا ينبغى بأي حال من الأحوال المصادرة على إرادته بوضع مبادئ فوق دستورية لا تتغير، ودونما الحاجة إلى إعلان دستورى بشأنها أو غيره، حيث تكفى إرادة الشعب. وضماناً لتحقيق أهداف الثورة المصرية في الخامس والعشرين من يناير 2011 في الحرية والكرامة الإنسانية والعدالة الاجتماعية، واستلهاماً لروح هذه الثورة التي توحد حولها المصريون بأطيافهم المتنوعة، واحتراماً ووفاءً لأرواح شهدائها وتضحيات ونضال شعبنا العظيم في ثوراته المتعاقبة فإننا نعلن المبادئ الأساسية لدستور الدولة المصرية الحديثة، وذلك على النحو التالي:
أولا: المبادئ الأساسية:
1. جمهورية مصر العربية دولة مدنية ديمقراطية تقوم على المواطنة وسيادة القانون، وتحترم التعددية، وتكفل الحرية والعدل والمساواة، وتكافؤ الفرص لجميع المواطنين دون أي تمييز أو تفرقة، والشعب المصري جزء من الأمة العربية، يعمل على تحقيق وحدتها الشاملة.
2. الإسلام دين الدولة، واللغة العربية لغتها الرسمية، ومبادئ الشريعة الإسلامية المصدر الرئيسى للتشريع، ولغير المسلمين الاحتكام إلى شرائعهم في أحوالهم الشخصية وشؤونهم الدينية.
3. السيادة للشعب وحده، وهو مصدر السلطات، يمارسها من خلال الاستفتاء والانتخابات النزيهة، تحت الإشراف القضائي، ووفقاً لنظام انتخابى يضمن عدالة التمثيل للمواطنين دون أي تمييز أو إقصاء.
4. النظام السياسى للدولة جمهورى ديمقراطى يقوم على التوازن بين السلطات، والتداول السلمى للسلطة، وتعدد الأحزاب السياسية وإنشائها بالإخطار، شريطة ألا تكون عضويتها على أساس دينى أو جغرافى أو عرقى أو طائفى أو فئوى أو أي مرجعية تتعارض مع الحقوق والحريات الأساسية الواردة في هذا الإعلان.
5. سيادة القانون أساس الحكم في الدولة، وتخضع السلطات العامة والأشخاص الاعتبارية العامة والخاصة والمواطنون جميعاً للقانون دون أي تفرقة، واستقلال القضاء ضمانة أساسية لمبدأ خضوع الدولة ومؤسساتها للقانون وتحقيق العدالة للمواطنين جميعاً.
6. يقوم الاقتصاد الوطني على التنمية الشاملة والمستدامة التي تهدف إلى تحقيق الرفاه الاجتماعى، وتلبية الحاجات الأساسية للمواطنين، وتشجيع الاستثمار، وحماية المنافسة الحرة ومنع الممارسات الاحتكارية الضارة، وحماية المستهلك، وكفالة عدالة توزيع عوائد التنمية على المواطنين، وتلتزم الدولة بحماية الملكية العامة لمرافقها القومية وسائر ثرواتها ومواردها الطبيعية وأراضيها ومقومات تراثها الوطني المادى والمعنوى.
7. نهر النيل شريان الحياة على أرض مصر الكنانة، وتلتزم الدولة بحسن إدارته وحمياته من التلوث والتعديات، وتعظيم الانتفاع به والحفاظ على حقوق مصر التاريخية فيه.
8. مصر جزء من القارة الأفريقية وتعمل على نهضتها وتحقيق التعاون بين شعوبها وتكامل مصالحها، وهي جزء من العالم الإسلامي تدافع عن قضاياه وتعمل على تعزيز المصالح المشتركة لشعوبه، وتعتز بدورها الأصيل في الحضارة الإنسانية وتساهم بإيجابية في تحقيق السلام العالمي وتعزيز مبادئ العدالة وحقوق الإنسان والتعاون بين الدول والشعوب.
9. الدولة وحدها هي التي تنشئ القوات المسلحة، وهي ملك للشعب، ومهمتها حماية أمن الوطن واستقلاله والحفاظ على وحدته وسيادته على كامل أراضيه، ولا يجوز لأى هيئة أو جماعة أو حزب إنشاء تشكيلات عسكرية أو شبه عسكرية.
10. ثانياً: الحقوق والحريات العامة
11. الكرامة الإنسانية حق أصيل لكل إنسان، وجميع المواطنين المصريين أحرار ومتساوون أمام القانون في الحقوق والحريات والواجبات العامة، ويحظر التمييز بينهم بسبب الجنس أو الأصل أو اللغة أو الدين أو العقيدة أو الثروة أو المكانة الاجتماعية أو الآراء السياسية أو الإعاقة أو غير ذلك، ويجوز تقرير بعض المزايا للفئات التي تستدعى الحماية.
12. تكفل الدولة حرية العقيدة، وتضمن حرية ممارسة العبادات والشعائر الدينية، وتحمى دور العبادة.
13. الجنسية المصرية حق أصيل لجميع المواطنين ولا يجوز إسقاط الجنسية أو إبعاد أي مواطن عن البلاد أو منعه من العودة إليها إلا بحكم قضائي مسبب.
14. حرية الرأي والتعبير وحرية الصحافة ووسائل الإعلام مكفولة، بما لا يمس حرمة الحياة الخاصة وحقوق الغير والمقومات الأساسية للمجتمع المصري، ويحظر فرض الرقابة على وسائل الإعلام أو مصادرتها أو تعطيلها إلا بموجب حكم قضائي مسبب ولمدة محددة.
15. لكل إنسان الحق في المعرفة وتداول المعلومات ونشرها وحق المشاركة في الحياة الثقافية والفنية بمختلف أشكالها وتنوع أنشطتها، وتكفل الدولة الحريات الأكاديمية والبحث العلمي والإبداع والابتكار، وتضمن استقلال الجامعات ومراكز البحث العلمي.
16. لكل إنسان الحق في التمتع بحرمة حياته الخاصة ومراسلاته ومحادثاته الهاتفية واتصالاته الإلكترونية والمعلوماتية وغيرها من وسائل الاتصال، ولا يجوز الاعتداء على حرمتها أو تقييدها أو مصادرتها إلا بأمر قضائي مسبب ولمدة محددة.
17. لكل مواطن حرية الإقامة والتنقل، ولا يجوز القبض عليه أو تفتيشه أو احتجازه أو حبسه أو تقييد حريته الشخصية إلا بأمر قضائي مسبق، ولا جريمة ولا عقوبة إلا بنص في القانون والمتهم برئ حتى تثبت إدانته في محاكمة عادلة أمام قاضيه الطبيعى، ولا يجوز محاكمة المدنيين أمام أي قضاء استثنائي أو القضاء العسكري إلا في الجرائم النظامية المتصلة بالقوات المسلحة.
18. الملكية الخاصة مصونة، ولا يجوز المساس بها إلا بحكم قضائي ومقابل تعويض عادل، وتساهم الملكية الخاصة مع الملكية العامة والتعاونية في تنمية الاقتصاد الوطني.
19. الحق في العمل مكفول، وتعمل الدولة على توفير فرص العمل لكل مواطن بشروط عادلة دون تمييز، وتلتزم بوضع حد أدنى للأجور يكفل للمواطن مستوى من المعيشة يتناسب وكرامته الإنسانية، ولكل مواطن حق تولى الوظائف العامة، متى توافرت فيه شروط توليها.
20. لكل مواطن الحق في حياة آمنة، وبيئة نظيفة خالية من التلوث، والحق في الغذاء السليم والسكن والرعاية الصحية وممارسة الرياضة، والحق في التأمين ضد البطالة والمرض والعجز والشيخوخة وفقاً لمقتضيات العدالة والتكافل الاجتماعى.
21. لكل مواطن الحق في التعليم، وتلتزم الدولة بتوفير فرص التعليم في مؤسساتها التعليمية بالمجان، وتعمل على ضمان جودته بهدف تعظيم الاستثمار في الثورة البشرية، ويكون التعليم الأساسي على الأقل إلزامياً وتشرف الدولة على جميع المؤسسات التعليمية العامة والخاصة والأهلية، بما يضمن الحفاظ على الانتماء والهوية والثقافة والوطنية.
22. للمواطنين حق إنشاء النقابات والاتحادات والجمعيات والمؤسسات الأهلية، ولهم حق التجمع والتظاهر السلمى دون إخلال بحقوق الغير أو بالمبادئ والحقوق والحريات الأساسية الواردة في هذا الإعلان.